# Leptidea morsei
Leptidea morsei es una especie de mariposa, de la familia de las piérides, que fue descrita originalmente por Fenton, en 1882, a partir de ejemplares procedentes de Japón.

## Distribución
Leptidea morsei está distribuida entre las regiones Paleártica e Indo-Malasia y ha sido reportada en 13 países.

## Plantas hospederas
Las larvas de L. morsei se alimentan de plantas de las familias Fabaceae, Brassicaceae y Rhamnaceae. Entre las plantas hospederas reportadas se encuentran Vicia cracca, Vicia amoena, Vicia japonica y especies no identificadas del género Lathyrus.